# Finnischer Fußballpokal 1967
Der Finnische Fußballpokal 1967 (finnisch Suomen Cup 1967) war die 13. Austragung des finnischen Pokalwettbewerbs. Er wurde vom finnischen Fußballverband ausgetragen. Das Finale fand am 11. Oktober 1967 im Olympiastadion Helsinki statt. 
Pokalsieger wurde Vorjahresfinalist Kotkan Työväen Palloilijat. Das Team setzte sich im Finale gegen Lahden Reipas mit 2:0 durch und qualifizierte sich damit für den Europapokal der Pokalsieger. Titelverteidiger HJK Helsinki war in der 2. Runde gegen Valkeakosken Koskenpojat ausgeschieden.
Alle Begegnungen wurden in einem Spiel ausgetragen. Bei unentschiedenem Ausgang wurde das Spiel um zweimal 15 Minuten verlängert. Stand danach kein Sieger fest, wurde das Spiel auf des Gegners Platz wiederholt. Bis zur 2. Runde hatten unterklassige Teams Heimrecht.

## Teilnehmende Teams
Für die erste Hauptrunde waren 47 Vereine der ersten und zweiten Liga direkt qualifiziert. Dazu kamen 17 Mannschaften der dritten und vierten Liga, die nach vier Qualifikationsrunden startberechtigt waren.
| Veikkausliiga (12) | Ykkönen Ost (12) | Ykkönen West (12) | Ykkönen Nord (11) |
| --- | --- | --- | --- |
| - Åbo IFK - Haka Valkeakoski - HJK Helsinki - Ilves-Kissat Tampere - Kokkolan Palloveikot - Kotkan Työväen Palloilijat - Kuopion PS - Lahden Reipas - Mikkelin Palloilijat - Turku PS - Upon Pallo Lahti - Vaasan PS | - Helsingfors IFK - Helsingin Herttua - Helsingin Palloseura - Helsingin Ponnistus - Imatran Pallo-Salamat - Jämsänkosken Ilves - Kallion PS - Käpylän Urheilu-Veikot - Lahden Palloseura - Lappeenrannan Pallo - Mikkelin Pallo-Kissat - Porvoon Akilles | - Hämeenlinnan Pallokerho - Hangö AIK - Porin Karhut - Porin Pallo-Toverit - RU-38 Pori - Pallo-Sepot 44 - Tampereen Kisa-Toverit - TaPa Tampere - Tampereen Pallo-Veikot - Turun Pyrkivä - Turun Toverit - Valkeakosken Koskenpojat | - Gamlakarleby BK - FF Jaro - Kajaanin Palloilijat - Karihaaran Tenho - Kemin Into - Kuopion Elo - Seinäjoen PS - Suolahden Urho - Oulun Palloseura - Oulun Työväen Palloilijat - Tornion Pallo -47 |
| Maakuntasarja (15) | Maakuntasarja (15) | Maakuntasarja (15) | Aluesarja (2) |
| - IF Finströmskamraterna - Helsingin Pallo-Pojat - Kronohagens IF - Kuopion Pallotoverit - Kuusankosken Kumu-Peikot                                                                                                  | - Loviisan Tor - Malmin Palloseura - Musan Salama - Myllykosken Pallo -47 - IF Kraft Närpes | - Oulun Tarmo - Rovaniemen Pallo - Salon Vilpas - Seinäjoen Sisu - Warkauden Pallo -35 | - Jyväskylän Pallokerho - Kampin Pallo -50 |

## 1. Runde
|                          | Ergebnis |                            |
| ------------------------ | -------- | -------------------------- |
| Kuusankosken Kumu-Peikot | 1:3      | Warkauden Pallo -35        |
| Lappeenrannan Pallo      | 0:2      | Kotkan Työväen Palloilijat |
| Kampin Pallo -50         | 1:2      | Kallion PS                 |
| TaPa Tampere             | 0:6      | Mikkelin Palloilijat       |
| Oulun Tarmo              | 4:1      | Tornion Pallo -47          |
| Rovaniemen Pallo         | 3:4      | Oulun Työväen Palloilijat  |
| Kronohagens IF           | 2:1      | Turun Toverit              |
| Hangö AIK                | 3:0      | Helsingin Herttua          |
| Jyväskylän Pallokerho    | 4:3      | Kuopion Pallotoverit       |
| Seinäjoen PS             | 2:1      | Porin Pallo-Toverit        |
| IF Kraft Närpes          | 0:4      | Valkeakosken Koskenpojat   |
| Helsingin Ponnistus      | 1:5      | HJK Helsinki               |
| Kajaanin Palloilijat     | 1:2      | Upon Pallo Lahti           |
| Porin Karhut             | 0:2      | Haka Valkeakoski           |
| Kemin Into               | 3:2      | Kokkolan Palloveikot       |
| Mikkelin Pallo-Kissat    | 2:3      | Kuopion PS                 |
| Oulun Palloseura         | 3:2      | Karihaaran Tenho           |
| FF Jaro                  | 0:1      | Vaasan PS                  |
| Musan Salama             | 1:6      | Tampereen Pallo-Veikot     |
| Salon Vilpas             | 1:2      | Porvoon Akilles            |
| Hämeenlinnan Pallokerho  | 0:2      | Käpylän Urheilu-Veikot     |
| Seinäjoen Sisu           | 1:2      | Pallo-Sepot 44             |
| Myllykosken Pallo -47    | 7:3      | Helsingfors IFK            |
| Helsingin Palloseura     | 1:2      | Lahden Reipas              |
| Jämsänkosken Ilves       | 1:2      | RU-38 Pori                 |
| Malmin Palloseura        | 1:5      | Lahden Palloseura          |
| Gamlakarleby BK          | 4:2      | Ilves-Kissat Tampere       |
| IF Finströmskamraterna   | 0:1      | Turku PS                   |
| Helsingin Pallo-Pojat    | 0:1      | Turun Pyrkivä              |
| Tampereen Kisa-Toverit   | 2:5      | Åbo IFK                    |
| Suolahden Urho           | 1:5      | Kuopion Elo                |
| Loviisan Tor             | 0:2      | Imatran Pallo-Salamat      |

## 2. Runde
|                          | Ergebnis  |                            |
| ------------------------ | --------- | -------------------------- |
| Warkauden Pallo -35      | 2:3       | Kotkan Työväen Palloilijat |
| Kallion PS               | 2:4 n. V. | Mikkelin Palloilijat       |
| Oulun Tarmo              | 1:2       | Oulun Työväen Palloilijat  |
| Kronohagens IF           | 2:3       | Hangö AIK                  |
| Jyväskylän Pallokerho    | 3:3 n. V. | Seinäjoen PS               |
| Valkeakosken Koskenpojat | 3:1       | HJK Helsinki               |
| Upon Pallo Lahti         | 1:2       | Haka Valkeakoski           |
| Kemin Into               | 2:3 n. V. | Kuopion PS                 |
| Oulun Palloseura         | 2:3       | Vaasan PS                  |
| Tampereen Pallo-Veikot   | 3:4       | Porvoon Akilles            |
| Käpylän Urheilu-Veikot   | 2:3       | Pallo-Sepot 44             |
| Myllykosken Pallo -47    | 1:7       | Lahden Reipas              |
| RU-38 Pori               | 3:0       | Lahden Palloseura          |
| Gamlakarleby BK          | 6:0       | Turku PS                   |
| Turun Pyrkivä            | 3:6       | Åbo IFK                    |
| Kuopion Elo              | 0:1       | Imatran Pallo-Salamat      |

### Wiederholungsspiel
|              | Ergebnis |                       |
| ------------ | -------- | --------------------- |
| Seinäjoen PS | 7:1      | Jyväskylän Pallokerho |

## 3. Runde
|                            | Ergebnis  |                          |
| -------------------------- | --------- | ------------------------ |
| Kotkan Työväen Palloilijat | 2:0       | Mikkelin Palloilijat     |
| Oulun Työväen Palloilijat  | 0:1       | Hangö AIK                |
| Seinäjoen PS               | 2:2 n. V. | Valkeakosken Koskenpojat |
| Haka Valkeakoski           | 4:1       | Kuopion PS               |
| Vaasan PS                  | 1:6       | Porvoon Akilles          |
| Pallo-Sepot 44             | 3:3 n. V. | Lahden Reipas            |
| RU-38 Pori                 | 3:2       | Gamlakarleby BK          |
| Åbo IFK                    | 2:1       | Imatran Pallo-Salamat    |

### Wiederholungsspiele
|                          | Ergebnis |                |
| ------------------------ | -------- | -------------- |
| Valkeakosken Koskenpojat | 2:0      | Seinäjoen PS   |
| Lahden Reipas            | 0:3      | Pallo-Sepot 44 |

## Viertelfinale
|                            | Ergebnis |                  |
| -------------------------- | -------- | ---------------- |
| Kotkan Työväen Palloilijat | 3:0      | Hangö AIK        |
| Valkeakosken Koskenpojat   | 1:5      | Haka Valkeakoski |
| Porvoon Akilles            | 1:4      | Lahden Reipas    |
| RU-38 Pori                 | 1:0      | Åbo IFK          |

## Halbfinale
|                            | Ergebnis |                  |
| -------------------------- | -------- | ---------------- |
| Kotkan Työväen Palloilijat | 3:2      | Haka Valkeakoski |
| Lahden Reipas              | 2:0      | RU-38 Pori       |

## Finale
| Paarung                    | Kotkan Työväen Palloilijat – Lahden Reipas |
| Ergebnis                   | 2:0 (1:0) |
| Datum                      | 11. Oktober 1967 |
| Stadion                    | Olympiastadion, Helsinki |
| Zuschauer                  | 5.243 |
| Tore                       | 1:0 Markku Eronen (35.) 2:0 Kalervo Paananen (80.) |
| Kotkan Työväen Palloilijat | Veli-Pekka Kylliäinen – Einari Arpula, Juhani Haavisto, Kalervo Paananen – Pentti Puranen, Risto Haltsonen, Sauli Pietiläinen – Markku Eronen, Arto Tolsa, Pekka Heikkilä, Esko Järvinen. |